# Николоямская набережная
Николоямска́я на́бережная — набережная в центре Москвы на левом берегу Яузы в Таганском районе между Земляным Валом и Андроньевской набережной.

## История
Набережная проходит по левому берегу реки Яуза, построена в 1916 году и названа по соседней Николоямской улице, которая в свою очередь была так названа по разрушенной в 1950-х годах церкви Николая Чудотворца на Ямах.

## Описание
Николоямская набережная начинается от Высокояузского моста на Садовом кольце на улице Земляной Вал и продолжает Берниковскую набережную, проходит на восток, справа на неё выходит Николоямский переулок, после чего набережная поворачивает на юго-восток, затем на северо-восток и переходит в Андроньевскую за Костомаровским мостом.

## Здания и сооружения
Дома расположены только по нечётной стороне.